# La Pimpa
 (février 2017).

Logo de la série télévisée La Pimpa

La Pimpa est une série télévisée animée italienne pour enfants créée et dessinée par Altan. Le personnage principal est une chienne blanche à pois rouges, nommée Pimpa. Elle habite chez Armando, et vit des aventures naïves et surréalistes avec ses amis (au nombre de 303 d'après la chanson du générique).
Altan crée La Pimpa en 1975. C'est d'abord une bande dessinée (fumetti) qui parait dans les journaux pour enfants, avant de devenir un dessin animé à la télévision, puis un mensuel pour enfants du même nom.
En France, La Pimpa est diffusée pour la première fois par Antenne 2 en 1984, dans l'émission Récré A2.